# Бобков Дмитро Анатолійович
Дмитро́ Анато́лійович Бобко́в (5 червня 1971, м. Уссурійськ — 9 березня 2022, м. Попасна) — сержант Збройних сил України, учасник російсько-української війни, що загинув у ході російського вторгнення в Україну.

## Життєпис
Дмитро Бобков народився 5 червня 1971 року в м. Уссурійську, Приморський край, СРСР. З початком війни на сході брав участь в АТО. З початком повномасштабного російського вторгнення в Україну на фронт пішов добровольцем. На фронті воював у складі 24-ї окремої механізованої бригади. Загинув 9 березня 2022 року.
Чин прощання з сержантом Збройних сил України у храмі Матері Божої Неустанної Помочі 15 березня 2022 року провели священнослужителі на чолі з Архієпископом і Митрополитом Івано-Франківським Владикою Володимиром Війтишином УГКЦ.
Поховали Дмитра Бобкова на Алеї Слави в Чукалівці — на міському кладовищі Івано-Франківська.

## Нагороди
- Орден «За мужність»» III ступеня (2022, посмертно) — за особисту мужність і самовіддані дії, виявлені у захисті державного суверенітету та територіальної цілісності України, вірність військовій присязі.